# Degithina exhilarata
Degithina exhilarata là một loài tò vò trong họ Ichneumonidae.